# 공용환지
공용환지(公用換地)는 토지의 이용가치를 늘리기 위하여 일정한 지역 안에 있어서의 토지소유권 또는 기타의 권리 등을 권리자의 의사 여하를 불문하고 토지의 구획·형질을 변경함으로써 강제적으로 토지소유권 기타의 권리를 분합·교환하는 것이다. 공용환지는 토지를 구획·형질 변경을 통하여 그것과 동가치의 다른 토지와 교환하는 것을 원칙으로 한다.
또한 토지소유권 등의 취득에 대한 금전보상을 원칙으로 하는 공용수용 및 권리의 단순한 제한에 그치는 공용제한과는 달리 가치면·면적에서 부족한 경우 등에 한해 금전에 의한 청산을 예외적으로 인정하고 있다.